# Eva-Maria Jung-Inglessis
Eva-Maria Jung-Inglessis (* 1920 in Berlin; † 6. August 2007 in Rom) war eine deutsche Kirchenhistorikerin, Kunstgeschichtlerin und Autorin.

## Leben
Eva-Maria Jung entstammte einer preußisch-protestantischen Beamtenfamilie. 1939 flüchtete sie vor den Nationalsozialisten nach Rom, konvertierte zum römisch-katholischen Glauben und studierte in Rom Kunst- und Kirchengeschichte. Sie finanzierte ihr Studium mit Arbeiten im Archiv der Bauhütte des Petersdoms. Unterstützt von dem damaligen Leiter der „Fabbrica“, dem ehemaligen Zentrums-Politiker und Prälaten Ludwig Kaas, einem persönlichen Freund von Papst Pius XII., wurde es ihr ermöglicht, die Päpstliche Archivschule zu besuchen und danach in Kirchengeschichte über den Evangelismus (Vittoria Colonna; Reginald Pole), ein Thema der italienischen Kirchengeschichte des 16. Jahrhunderts, zu promovieren. Anschließend lehrte sie an der Georgetown University in Washington, D.C.
Erst die Begegnung mit ihrem zukünftigen Mann, dem griechischen Kirchenhistoriker Emilios Inglessis, der in Rom einem katholischen Jugendverband vorstand, veranlasste sie, dorthin zurückzukehren. 1959 wurden sie persönlich von Papst Johannes XXIII., dem ihr Mann in dessen Zeit als Apostolischer Delegat und Vikar für Griechenland und die Türkei in Istanbul als Ministrant gedient hatte, getraut.
Eva-Maria Jung-Inglessis war während des Zweiten Vatikanischen Konzils von 1962 bis 1965 in Rom Berichterstatterin für verschiedene Zeitungen. Später schrieb sie für die Vatikanzeitung L’Osservatore Romano und war als Rom-Führerin, Vortragsrednerin und Sachbuchautorin tätig.
Sie wurde auf dem Campo Santo Teutonico, dem deutschen Friedhof im Vatikan, beigesetzt.

## Wirken
Jung-Inglessis publizierte mehrere Rom-Bücher, kunstgeschichtliche Führer und Werke zur Kirchengeschichte. Bekannt wurde sie mit ihren Bildbänden über „Römische Madonnen“, „Römische Christusbilder“ und „Engel in Rom“. Für sein Buch „Der erste Papst“, das die Geschichte der Entdeckung des Petrusgrabs in den 1940er Jahren behandelt, sprach sie mit dem Autor Michael Hesemann. Hesemann zufolge verfasste Jung-Inglessis „den wohl besten Führer durch den Petersdom“. 2006 erschien unter ihrem Namen beim St. Benno Verlag das 87-seitige Büchlein „Die deutschen Päpste“, das Wissenswertes über die „deutschen Päpste“ seit dem Mittelalter zusammenträgt.
2001 wurde sie mit dem Bundesverdienstkreuz am Bande ausgezeichnet.

## Schriften (Auswahl)
- Augustin Bea, Kardinal der Einheit : Biographie u. Dokumentation, Paulus Verlag Recklinghausen 1962
- Das heilige Jahr in der Geschichte. 1300-1975., Bozen 1974
- Romfahrt durch zwei Jahrtausende, Bozen 1978/85
- Der Petersdom in Rom, Langewiesche 1983 (2. Auflage), ISBN 3784565808
- Römische Madonnen : über die Entwicklung der Marienbilder in Rom von den Anfängen bis in die Gegenwart, EOS St. Ottilien 1989, ISBN 3-88096-484-X
- Das Heilige Jahr in Rom, Schnell & Steiner 1997, ISBN 3795411491
- Maria, Eos 1999 (2. Auflage), ISBN 3830669909
- Die Engel von Rom, EOS St. Ottilien 2000, ISBN 3830670362
- Auf den Spuren Luthers in Rom, EOS St. Ottilien 2006, ISBN 3830672608
- Die deutschen Päpste. Ihr Leben, ihr Wirken, ihre Zeit, St. Benno 2006, ISBN 3746219892
- Römische Christusbilder, Christiana-Verlag 2007, ISBN 3717111388
- Meine Jahre im Campo Santo Teutonico (1943–1947). In: Michael Matheus, Stefan Heid (Hrsg.): Orte der Zuflucht und personeller Netzwerke. Der Campo Santo Teutonico und der Vatikan 1933–1955. Freiburg : Herder, 2015, S. 189–196